# Catocala armandi
Catocala armandi är en fjärilsart som beskrevs av Ponj 1888. Catocala armandi ingår i släktet Catocala och familjen nattflyn. Inga underarter finns listade i Catalogue of Life.

## Bildgalleri

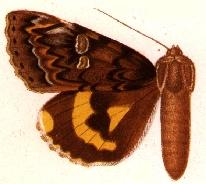